# 先備聖体礼儀

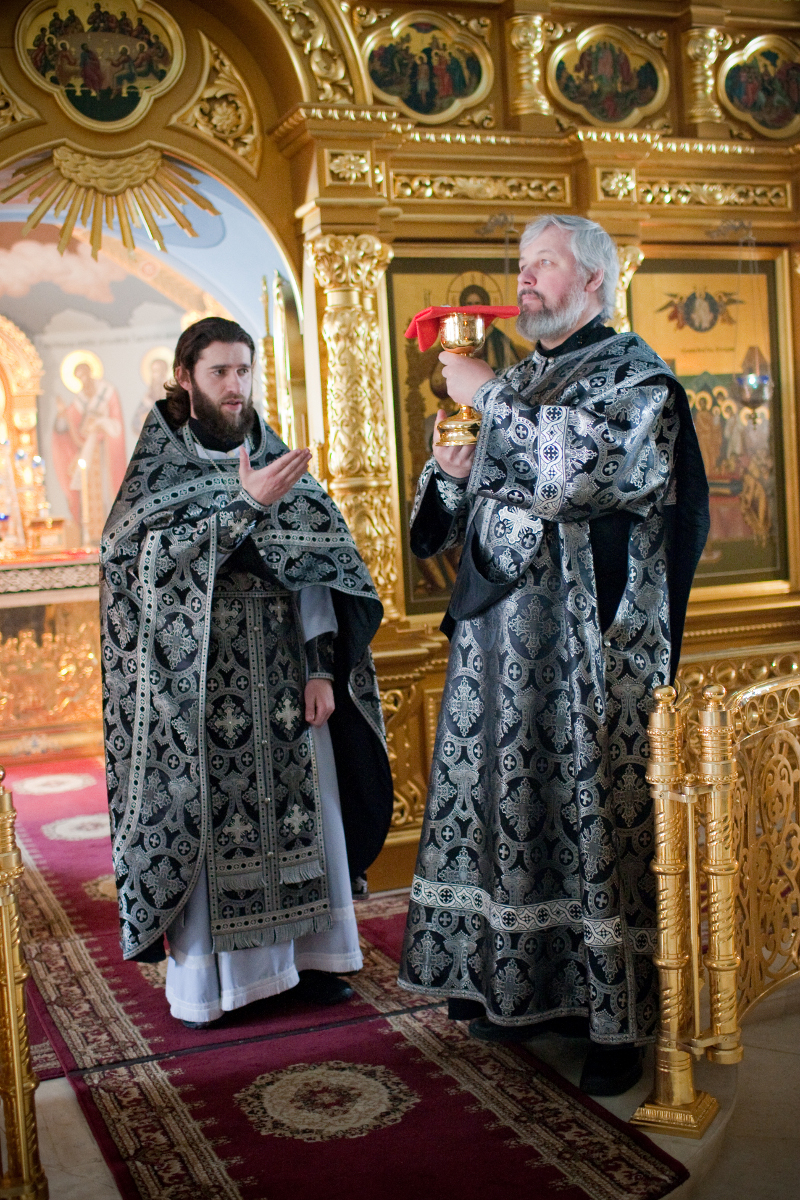
先備聖体礼儀の領聖直前。領聖の模様は聖金口イオアン聖体礼儀・聖大ワシリイ聖体礼儀と異ならない。

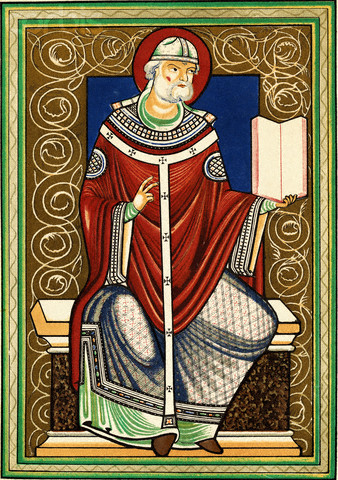
問答者聖グリゴリイ（作者不詳）

先備聖体礼儀（せんびせいたいれいぎ, ギリシア語: Λειτουργία Προηγιασμένων Τιμίων Δώρων, ロシア語: Литургия преждеосвященных даров, 英語: Liturgy of the Presanctified Gifts）とは、正教会で行われる奉神礼。領聖を伴う奉神礼であるが、聖金口イオアン聖体礼儀・聖大ワシリイ聖体礼儀とは異なり祭品（さいひん…パンと葡萄酒）の成聖を伴わない。その日の前に行われた聖体礼儀で備えられた尊体尊血を領食（りょうしょく）する奉神礼である。大斎（おおものいみ）の水曜日・金曜日、受難週間には聖大月曜日・聖大火曜日・聖大水曜日に行われる。
聖使徒時代から原型は存在していたとされるが、最終的な編纂者として問答者聖グリゴリイが挙げられることから、問答者聖グリゴリイの聖体礼儀（ロシア語: Литургия Григория Двоеслова）とも言う。問答者聖グリゴリイはローマのパパ（教皇）であり、東方で行われていた先備聖体礼儀をラテン語で編纂して西方（西方教会）に再導入したが、結局、東方の正教会にその伝統が活かされて今日に至っている。
聖体礼儀は感謝の祭である。他方、大斎は涙と痛悔の時である。従って教会は、「祝賀と悲痛を、自己卑下と勇気とを混同しないように、この期間には完全な聖体礼儀を行わず、先備聖祭品だけで信者を慰め、強化する」（出典より部分引用）。すなわち、聖金口イオアン聖体礼儀・聖大ワシリイ聖体礼儀を行わない大斎期間中に、信徒の霊的・精神的生活への慰め・強化として、領聖を行うのが先備聖体礼儀である。
形式面では、晩課に引き続いて行われる。祭品としての尊体尊血は既に備えられているので（このため「先備」の名がある）、奉献礼儀（聖体礼儀の祭品の準備を行う礼儀）は無く、ヘルヴィムの歌も歌われない。奉献台から宝座に尊体尊血が移される際には、「今、天軍は我等とともに見えずして」が歌われる。領聖後の聖歌も聖金口イオアン聖体礼儀・聖大ワシリイ聖体礼儀のものとは異なっている。
連祷をはじめとして、聖歌には大斎の調として伝承されたものが用いられるのが一般的だが、晩課の終結部の「願わくは我が祈りは香炉の香りの如く」や、「今、天軍は我等とともに見えずして」などには、近代以降の作曲家が作曲したものを用いる事もある。
パーヴェル・チェスノコフは先備聖体礼儀の全曲を作曲したが、他の聖体礼儀に作曲された諸作曲家の作品と同様、実際の奉神礼で全曲が詠隊によって歌われる事はまず無い。